# Голден (Юта)
Голден (англ. Holden) — місто (англ. town) в США, в окрузі Міллард штату Юта. Населення — 438 осіб (2020).

## Географія
Голден розташований за координатами 39°6′0″ пн. ш. 112°16′14″ зх. д. / 39.10000° пн. ш. 112.27056° зх. д. (39.100109, -112.270540).  За даними Бюро перепису населення США в 2010 році місто мало площу 1,39 км², уся площа — суходіл.

## Демографія
Згідно з переписом 2010 року, у місті мешкало 378 осіб у 139 домогосподарствах у складі 108 родин. Густота населення становила 273 особи/км².  Було 168 помешкань (121/км²).
Расовий склад населення:
| - 96,6 % — білих - 1,3 % — корінних американців - 0,3 % — азіатів |

До двох чи більше рас належало 1,6 %. Частка іспаномовних становила 2,9 % від усіх жителів.
За віковим діапазоном населення розподілялося таким чином: 29,1 % — особи молодші 18 років, 54,0 % — особи у віці 18—64 років, 16,9 % — особи у віці 65 років та старші. Медіана віку мешканця становила 37,6 року. На 100 осіб жіночої статі у місті припадало 102,1 чоловіків;  на 100 жінок у віці від 18 років та старших — 95,6 чоловіків також старших 18 років.
Середній дохід на одне домашнє господарство  становив 58 506 доларів США (медіана — 45 714), а середній дохід на одну сім'ю — 67 921 долар (медіана — 55 625). За межею бідності перебувало 13,1 % осіб, у тому числі 26,4 % дітей у віці до 18 років та 2,6 % осіб у віці 65 років та старших.
Цивільне працевлаштоване населення становило 157 осіб. Основні галузі зайнятості: сільське господарство, лісництво, риболовля — 19,1 %, освіта, охорона здоров'я та соціальна допомога — 18,5 %, науковці, спеціалісти, менеджери — 14,6 %, транспорт — 12,1 %.